# Ellenség (film)
Az Ellenség (eredeti cím: Enemy) 2013-ban bemutatott kanadai–spanyol–francia lélektani filmthriller Denis Villeneuve rendezésében. A forgatókönyv José Saramago Az embermás című könyve alapján készült. A főszerepben Jake Gyllenhaal (kettős szerepben) és Isabella Rossellini látható. Villeneuve és Gyllenhaal a Fogságban című filmet is 2013-ban készítette, a két film forgatása párhuzamosan zajlott.

## Cselekmény
Adam Torontóban élő, átlagos főiskolai tanár. A napjai egyhangúan telnek, a tanítás után párjával tölti szabadidejét. 
Az egyik nap azonban megfogadja a kollégája tanácsát és megnéz egy filmet, ezzel felborítva korábbi életét. A filmben ugyanis megakad a szeme az egyik színészen, aki teljesen ugyanúgy néz ki, mint ő. Adam próbálja az interneten megkeresni a színészt és több információhoz jutni róla. Felhívja telefonon, majd személyesen is találkozik Anthonyval. Ez a találkozás megrémíti Adamet, és most már legszívesebben elfelejtené a színészt. 
De most Anthony lesz az, aki erőlteti a kapcsolatot, és ráveszi Adamet, hogy cseréljenek barátnőt. Adam belemegy a dologba, de az események tragikus fordulatot vesznek.

## Szereplők
| Szerep                     | Színész             | Magyar hang |
| -------------------------- | ------------------- | ----------- |
| Adam Bell / Anthony Claire | Jake Gyllenhaal     | Csőre Gábor |
| Mary                       | Mélanie Laurent     | Pálmai Anna |
| Helen Claire               | Sarah Gadon         | Vadász Bea  |
| Anya                       | Isabella Rossellini | Kovács Nóra |

## Fogadtatás
A film az IMDb-n 6,9/10-es osztályzatot kapott, 109 312 szavazat alapján. A Rotten Tomatoes oldalán 64%-on áll, több mint 25 ezer szavazat alapján. A Metacritic-en 293 szavazat összegzése után 7,4/10 az értékelése. 
A Directors Guild of Canada nevű filmfesztiválon 2014-ben elnyerte a legjobb filmnek járó elismerést, valamint a legjobb vágás és a legjobb design díját is.